# سيمون ادينجرا
سيمون ادينجرا هو لاعب كرة قدم إيفواري ولد بتاريخ 1 يناير 2002 في ياموسوكرو.

## مسيرته
بدأ مسيرته في نادي نوردشيلاند الدنماركي وإنتقل لنادي برايتون الإنجليزي ومن هناك تمت إعارته لنادي رويال يونيون سان خيلويزي البلجيكي و من ثم عاد الى ناديه برايتون.

### أهدافه الدولية
| # | التاريخ        | المكان                                 | الخصم | الهدف | النتيجة | المسابقة                 |
| - | -------------- | -------------------------------------- | ----- | ----- | ------- | ------------------------ |
| 1 | 17 نوفمبر 2023 | ملعب الحسن واتارا، أبيدجان، ساحل العاج | سيشل  | 3–0   | 9–0     | تصفيات كأس العالم 2026   |
| 2 | 3 فبراير 2024  | ملعب السلام، بواكي، ساحل العاج         | مالي  | 1–1   | 2–1     | كأس الأمم الأفريقية 2023 |

## وصلات
سيمون ادينجرا على موقع الاتحاد الأوربي (الإنجليزية)
- سيمون ادينجرا على موقع قاعدة بيانات كرة القدم.إي يو (الإنجليزية)
- سيمون ادينجرا على موقع ليكيب (الفرنسية)
- سيمون ادينجرا على موقع ناشيونال فوتبول تيمز (الإنجليزية)
- سيمون ادينجرا على موقع Soccerbase.com (لاعب) (الإنجليزية)
- سيمون ادينجرا على موقع Soccerway.com (الإنجليزية)
- سيمون ادينجرا على موقع عالم كرة القدم.نت (الإنجليزية)